# Jogos da Ásia Ocidental de 1997
Os Jogos da Ásia Ocidental de 1997 foram a primeira edição do evento multiesportivo, realizado em Teerã, no Irã.
Esta edição contabilizou um total de 850 atletas, entre homens e mulheres, e 236 times participantes. Entre suas particularidades, esteve a ideia inicial de somente serem realizadas as provas masculinas.

## Países participantes
Dez países participaram do evento:
- Iêmen
- Irão
- Jordânia
- Kuwait
- Líbano
- Catar
- Quirguistão
- Síria
- Tajiquistão
- Turquemenistão

## Esportes
Quinze modalidades de quinze esportes formaram o programa dos Jogos:
| - Atletismo - Badminton - Basquetebol - Boxe - Caratê | - Esgrima - Esportes aquáticos - Futebol - Judô - Levantamento de peso | - Lutas - Taekwondo - Tênis - Tênis de mesa - Tiro |

## Quadro de medalhas
País sede destacado.
| Ordem | País           | Medalha de ouro | Medalha de prata | Medalha de bronze |     |
| ----- | -------------- | --------------- | ---------------- | ----------------- | --- |
| 1     | Irã            | 65              | 40               | 57                | 162 |
| 2     | Quirguistão    | 26              | 15               | 16                | 57  |
| 3     | Kuwait         | 16              | 23               | 19                | 58  |
| 4     | Síria          | 16              | 22               | 13                | 51  |
| 5     | Turquemenistão | 5               | 12               | 34                | 51  |
| 6     | Tajiquistão    | 3               | 11               | 17                | 31  |
| 7     | Jordânia       | 2               | 4                | 6                 | 12  |
| 8     | Catar          | 2               | 4                | 4                 | 10  |
| 9     | Líbano         | 1               | 5                | 6                 | 12  |
| 10    | Iémen          | 1               |                  |                   | 1   |
| TOTAL | TOTAL          | 137             | 136              | 172               | 445 |